# Кришталева вежа
Кришталева вежа (ісп. Torre de Cristal) — хмарочос в Мадриді, Іспанія. Висота 52-поверхового будинку становить 249,5 метрів і він є другим за висотою будинком Іспанії після Torre Caja Madrid. Будівництво було розпочато в 2004 і завершено в 2008 році. Проект було розроблено архітектором Сезаром Пеллі. На даху розташований зимовий сад.